# 奧莫拉特
奧莫拉特（Omorate 或 Kelem）是埃塞俄比亞南部南方各族州南奧莫地區的小鎮，位於埃塞俄比亞和肯亞的邊境，座標4°48′N 35°58′E / 4.800°N 35.967°E，海拔395米。根據埃塞俄比亞中央統計局2005年人口普查的資料，奧莫拉特全部總人口約3,363，其中男性1,842人，女性1,521人。

## 外部連結
- Dassanech （页面存档备份，存于） - The indigenous people of Omorate, from the BBC series Tribes